# Alsophila obsoleta
Alsophila obsoleta är en fjärilsart som beskrevs av Barend J. Lempke 1949. Alsophila obsoleta ingår i släktet Alsophila och familjen mätare. Inga underarter finns listade i Catalogue of Life.